# Rock Island County
Das Rock Island County ist ein County im US-amerikanischen Bundesstaat Illinois. Im Jahr 2010 hatte das County 147.546 Einwohner und eine Bevölkerungsdichte von 133,5 Einwohnern pro Quadratkilometer. Der Verwaltungssitz (County Seat) ist Rock Island.
Das Rock Island County liegt im Zentrum der Quad Cities Metropolitan Area, der Metropolregion um die Quad Cities.

## Geografie
Das County liegt im Nordwesten von Illinois an der Mündung des Rock River in den Mississippi, der hier die Grenze zu Iowa bildet. Es hat eine Fläche von 1168 km², wovon 63 km² Wasserfläche sind. An das Rock Island County grenzen folgende Nachbarcountys:
| Scott County (Iowa)     | Clinton County (Iowa) | Whiteside County |
| Muscatine County (Iowa) |                       |                  |
| Louisa County (Iowa)    | Mercer County         | Henry County     |

## Geschichte
Das Rock Island County wurde am 8. Februar 1831 aus dem Jo Daviess County gebildet. Benannt wurde es nach der Insel Rock Island im Mississippi River.

## Demografische Daten
Nach der Volkszählung im Jahr 2010 lebten im Rock Island County 147.546 Menschen in 60.300 Haushalten. Die Bevölkerungsdichte betrug 133,5 Einwohner pro Quadratkilometer. In den 60.300 Haushalten lebten statistisch je 2,35 Personen.
Ethnisch betrachtet setzte sich die Bevölkerung zusammen aus 81,6 Prozent Weißen, 9,0 Prozent Afroamerikanern, 0,3 Prozent amerikanischen Ureinwohnern, 1,6 Prozent Asiaten sowie aus anderen ethnischen Gruppen; 3,0 Prozent stammten von zwei oder mehr Ethnien ab. Unabhängig von der ethnischen Zugehörigkeit waren 11,6 Prozent der Bevölkerung spanischer oder lateinamerikanischer Abstammung.
22,5 Prozent der Bevölkerung waren unter 18 Jahre alt, 61,3 Prozent waren zwischen 18 und 64 und 16,2 Prozent waren 65 Jahre oder älter. 50,9 Prozent der Bevölkerung war weiblich.

Das jährliche Durchschnittseinkommen eines Haushalts lag bei 48.668 USD. Das Prokopfeinkommen betrug 24.476 USD. 11,2 Prozent der Einwohner lebten unterhalb der Armutsgrenze.

## Ortschaften im Rock Island County
Citys
- East Moline
- Moline
- Rock Island
- Silvis

Villages
| - Andalusia - Carbon Cliff - Coal Valley1 - Cordova | - Hampton - Hillsdale - Milan - Oak Grove | - Port Byron - Rapids City - Reynolds2 |

Unincorporated Communities
| - Babcock - Barstow - Buffalo Prairie - Byron Hills - Campbell’s Island | - Castle Junction - Coyne Center - Edgington - Fruitland - Ginger Hill | - Illinois City - Joslin - Meersman - Merry Oaks - Mobet Meadows | - Osborn - Poplar Grove - Rock Island Arsenal - Taylor Ridge - Watertown |

1 – teilweise im Henry County

2 – teilweise im Mercer County

## Gliederung
Das Rock Island County ist in 18 Townships eingeteilt:
| Township                 | Einwohner (2010) | FIPS     |
| ------------------------ | ---------------- | -------- |
| Andalusia Township       | 2.299            | 17-01439 |
| Blackhawk Township       | 10.019           | 17-06301 |
| Bowling Township         | 3.414            | 17-07549 |
| Buffalo Prairie Township | 824              | 17-09512 |
| Canoe Creek Township     | 711              | 17-10955 |
| Coal Valley Township     | 4.408            | 17-15248 |
| Coe Township             | 1.657            | 17-15326 |
| Cordova Township         | 896              | 17-16379 |
| Drury Township           | 797              | 17-20825 |

| Township                   | Einwohner (2010) | FIPS     |
| -------------------------- | ---------------- | -------- |
| Edgington Township         | 1.508            | 17-22632 |
| Hampton Township           | 21.711           | 17-32577 |
| Moline Township            | 23.529           | 17-49880 |
| Port Byron Township        | 1.446            | 17-61236 |
| Rock Island Township       | 17.776           | 17-65091 |
| Rural Township             | 988              | 17-66300 |
| South Moline Township      | 36.399           | 17-70993 |
| South Rock Island Township | 18.407           | 17-71201 |
| Zuma Township              | 757              | 17-84246 |